# Casey Wilson
Cathryn Rose Wilson, detta Casey (Alexandria, 24 ottobre 1980), è un'attrice, comica e sceneggiatrice statunitense.
L'attrice è nota soprattutto per aver interpretato l'esuberante personaggio di Penny Hartz nella serie televisiva Happy Endings. Inoltre è stata un membro del cast di Saturday Night Live dal 2008 al 2009.

## Filmografia

### Cinema
- Virgin, regia di Deborah Kampmeier (2003)
- Derek & Simon: A Bee and a Cigarette, regia di Bob Odenkirk (2006)
- For Your Consideration, regia di Christopher Guest (2006)
- The Brothers Solomon, regia di Bob Odenkirk (2007)
- The Definition of Sex, regia di Peter Mervis (2007)
- The Great Buck Howard, regia di Sean McGinly (2008)
- Bride Wars - La mia migliore nemica (Bride Wars), regia di Gary Winick (2009)
- Julie & Julia, regia di Nora Ephron (2009)
- Killers, regia di Robert Luketic (2010)
- Freak Dance, regia di Matt Besser (2011)
- Parto con mamma (The Guilt Trip), regia di Anne Fletcher (2012)
- Claire's Cambodia, regia di Stacy Sherman (2013)
- C.O.G., regia di Kyle Patrick Alvarez (2013)
- Ass Backwards, regia di Chris Nelson (2013)
- L'amore bugiardo - Gone Girl (Gone Girl), regia di David Fincher (2014)
- The Meddler - Un'inguaribile ottimista (The Meddler), regia di Lorene Scafaria (2015)
- Proprio lui? (Why Him?), regia di John Hamburg (2016)
- The Disaster Artist, regia di James Franco (2017)
- The Long Dumb Road, regia di Hannah Fidell (2018)
- Finché forse non vi separi, regia di Nahnatchka Khan (2019)
- Omniboat: A Fast Boat Fantasia, registi vari (2020)
- Long Weekend, regia di Steve Basilone (2021)

### Televisione
- Ed – serie TV, episodio 2x21 (2002)
- Sports Central – serie TV (2005)
- Human Giant – serie TV, episodio 1x2 (2007)
- Saturday Night Live – programma TV (2008-2009)
- Bored to Death - Investigatore per noia (Bored to Death) – serie TV, episodio 3x6 (2011)
- Vi presento i miei (Retired at 35) – serie TV, episodio 1x1 (2011)
- NTSF:SD:SUV:: – serie TV, episodio 1x1 (2011)
- Happy Endings – serie TV, 58 episodi (2011-2020)
- Comedy Bang! Bang! – serie TV,  episodi 1x5, 2x10 (2012-2013)
- How I Met Your Mother – serie TV, episodi 8x24 (2013)
- Burning Love – serie TV, episodi 3x5, 3x8, 3x10 (2013)
- Drunk History – serie TV, episodi 1x7, 2x18 (2013-2014)
- Marry Me – serie TV, 18 episodi (2014-2015)
- Kroll Show – serie TV, 2 episodi (2015)
- One Mississippi – serie TV (2015-2016)
- Grey's Anatomy – serie TV, episodio 12x4 (2016)
- Black-ish – serie TV, episodio 3x17 (2017)
- The Mindy Project – serie TV,  episodio 5x13 (2017)
- Curb Your Enthusiasm – serie TV, episodio 9x10 (2017)
- Heathers – serie TV, 2 episodi (2018)
- Atypical – serie TV, 6 episodi (2018)
- Gods of Medicine – serie TV, 11 episodi (2018-2019)
- Mrs. Fletcher – miniserie TV, 5 puntate (2019)
- Black Monday – serie TV (2019-in corso)
- Grace and Frankie – serie TV, episodio 6x20 (2020)
- Katy Keene – serie TV, episodio 1x11 (2020)
- The Shrink Next Door – serie TV, 8 episodi (2021)
- Nuovo Santa Clause cercasi (The Santa Clauses) – serie TV, episodio 1x01 (2022)

## Doppiatrici italiane
Nelle versioni in italiano delle opere in cui ha recitato, Casey Wilson è stata doppiata da:
- Stella Musy in Happy Endings, One Mississippi
- Rossella Acerbo in Killers
- Alessandra Korompay in L'amore bugiardo - Gone Girl
- Domitilla D'Amico in Black Monday
- Virginia Brunetti in The Middle
- Debora Magnaghi in How I Met Your Mother
- Irene Di Valmo in Grey' Anatomy
- Eleonora Reti in Mrs. Fletcher
- Perla Liberatori in The Shirnk Next Door
- Mattea Serpelloni in Nuovo Santa Clause cercasi
- Gea Riva in The Disaster Artist
- Micaela Incitti in Proprio lui

Da doppiatrice è sostituita da:
- Emilia Costa in Aqua Teen Hunger Force
- Myriam Catania in La prossima fantastica avventura di Archibald